# Farol da Ponta Cais
Der Farol da Ponta Cais (dt.: „Leuchtturm des Cais-Kap“) ist ein Leuchtturm am nördlichsten Punkt der Insel Maio, dem Kap Ponta Cais im atlantischen Inselstaat Kap Verde. Die Landzunge liegt ca. 8 km nördlich des nächsten Dorfes, Cascabulho.
Der Leuchtturm wird von der Direcção Geral de Marinha e Portos (DGMP) betrieben.

## Architektur
Die Konstruktion ist 7 m hoch und die Feuerhöhe liegt bei 14 m. Das Signal besteht aus einem weiß-roten Blitz in einer Periode von sieben Sekunden. Die Reichweite beträgt 10 nms (ca. 19 km).
Identifikationen: Amateur Radio Lighthouse Society (ARLHS): CAP-011; PT-2118 - United Kingdom Hydrographic Office (Admiralty): D2874 - National Geospatial-Intelligence Agency (NGA): 113-24202.